# Sumio Iijima
Sumio Iijima (tiếng Nhật: 飯島 澄男, Iijima Sumio) (sinh năm 1939) là nhà vật lý người Nhật Bản. Năm 1991, ông phát hiện một dạng tinh thể mới của cacbon là ống nano cacbon.